# Championnat de Formula Nippon 2004
Le championnat de Formula Nippon 2004 a été remporté par le pilote britannique Richard Lyons, sur une Lola-Mugen du Dandelion Racing.

## Engagés
| Écurie             | #  | Pilotes                 | Épreuves |
| ------------------ | -- | ----------------------- | -------- |
| Team 5Zigen        | 1  | Satoshi Motoyama        | Tous     |
| Team 5Zigen        | 2  | Toshihiro Kaneishi (en) | Tous     |
| Kondo Racing       | 3  | Ryo Michigami           | Tous     |
| Kondo Racing       | 4  | Yuji Tachikawa          | 1-3      |
| Team LeMans        | 7  | Juichi Wakisaka         | Tous     |
| Team LeMans        | 8  | Takeshi Tsuchiya        | Tous     |
| Team LeMans        | 25 | Tatsuya Kataoka         | Tous     |
| Racing Team Cerumo | 11 | Tsugio Matsuda          | Tous     |
| Racing Team Cerumo | 12 | Masami Kageyama         | 6-9      |
| Team Impul         | 19 | Benoît Tréluyer         | Tous     |
| Team Impul         | 20 | Yuji Ide                | Tous     |
| Team Mohn          | 27 | Koji Yamanishi          | 4-5, 8   |
| Team Mohn          | 28 | Hideki Noda             | Tous     |
| Nakajima Racing    | 31 | André Lotterer          | Tous     |
| Nakajima Racing    | 32 | Takashi Kogure          | Tous     |
| Dandelion Racing   | 40 | Richard Lyons           | Tous     |
| Dandelion Racing   | 41 | Naoki Hattori           | Tous     |

## Règlement sportif
- L'attribution des points s'effectue selon le barème 10,6,4,3,2,1.
- Tous les résultats comptent
- Obligation d'utiliser des Lola-Mugen.

## Courses de la saison 2004
| Date         | Lieu   | Vainqueur        | Nationalité | Voiture    | Écurie           |
| 28 mars      | Suzuka | Takashi Kogure   | Japon       | Lola-Mugen | Nakajima Racing  |
| 2 mai        | Sugo   | Richard Lyons    | Royaume-Uni | Lola-Mugen | Dandelion Racing |
| 6 juin       | Motegi | André Lotterer   | Allemagne   | Lola-Mugen | Nakajima Racing  |
| 4 juillet    | Suzuka | Richard Lyons    | Royaume-Uni | Lola-Mugen | Dandelion Racing |
| 1er août     | Sugo   | Satoshi Motoyama | Japon       | Lola-Mugen | Team 5Zigen      |
| 29 août      | Mine   | Benoît Tréluyer  | France      | Lola-Mugen | Team Impul       |
| 19 septembre | Sepang | André Lotterer   | Allemagne   | Lola-Mugen | Nakajima Racing  |
| 24 octobre   | Motegi | Yuji Ide         | Japon       | Lola-Mugen | Team Impul       |
| 7 novembre   | Suzuka | Benoît Tréluyer  | France      | Lola-Mugen | Team Impul       |

## Classement des pilotes
| Classement | Pilote                  | Pays        | Voiture    | Écurie           | Nombre de points |
| ---------- | ----------------------- | ----------- | ---------- | ---------------- | ---------------- |
| 1er        | Richard Lyons           | Royaume-Uni | Lola-Mugen | Dandelion Racing | 33               |
| 2e         | André Lotterer          | Allemagne   | Lola-Mugen | Nakajima Racing  | 33               |
| 3e         | Yuji Ide                | Japon       | Lola-Mugen | Team Impul       | 32               |
| 4e         | Benoît Tréluyer         | France      | Lola-Mugen | Team Impul       | 30               |
| 5e         | Juichi Wakisaka         | Japon       | Lola-Mugen | Team LeMans      | 23               |
| 6e         | Satoshi Motoyama        | Japon       | Lola-Mugen | Team 5Zigen      | 21               |
| 7e         | Takashi Kogure          | Japon       | Lola-Mugen | Nakajima Racing  | 17               |
| 8e         | Tatsuya Kataoka         | Japon       | Lola-Mugen | Team LeMans      | 12               |
| 9e         | Naoki Hattori           | Japon       | Lola-Mugen | Dandelion Racing | 7                |
| 9e         | Ryo Michigami           | Japon       | Lola-Mugen | Kondo Racing     | 7                |
| 9e         | Tsugio Matsuda          | Japon       | Lola-Mugen | Team Cerumo      | 7                |
| 12e        | Toshihiro Kaneishi (en) | Japon       | Lola-Mugen | Team 5Zigen      | 5                |
| 13e        | Takeshi Tsuchiya        | Japon       | Lola-Mugen | Team LeMans      | 4                |
| 14e        | Yuji Tachikawa          | Japon       | Lola-Mugen | Kondo Racing     | 3                |

Richard Lyons et André Lotterer ayant terminé la saison avec le même nombre de points, de victoires, de deuxièmes, troisièmes et quatrièmes places, sont départagés par le plus grand nombre de pole positions.